# Clodia (geslacht)
Clodia is een kevergeslacht uit de familie van de boktorren (Cerambycidae). De wetenschappelijke naam van het geslacht werd voor het eerst geldig gepubliceerd in 1864 door Pascoe.

## Soorten
Clodia omvat de volgende soorten:
- Clodia decorata Nonfried, 1894
- Clodia biflavoguttata Breuning, 1959
- Clodia flavoguttata Breuning, 1957
- Clodia sublineata Pascoe, 1864
- Clodia vittata Aurivillius, 1927